# Boční loď

Hnědě je vyznačeno umístění bočních chrámových lodí v půdorysu chrámu

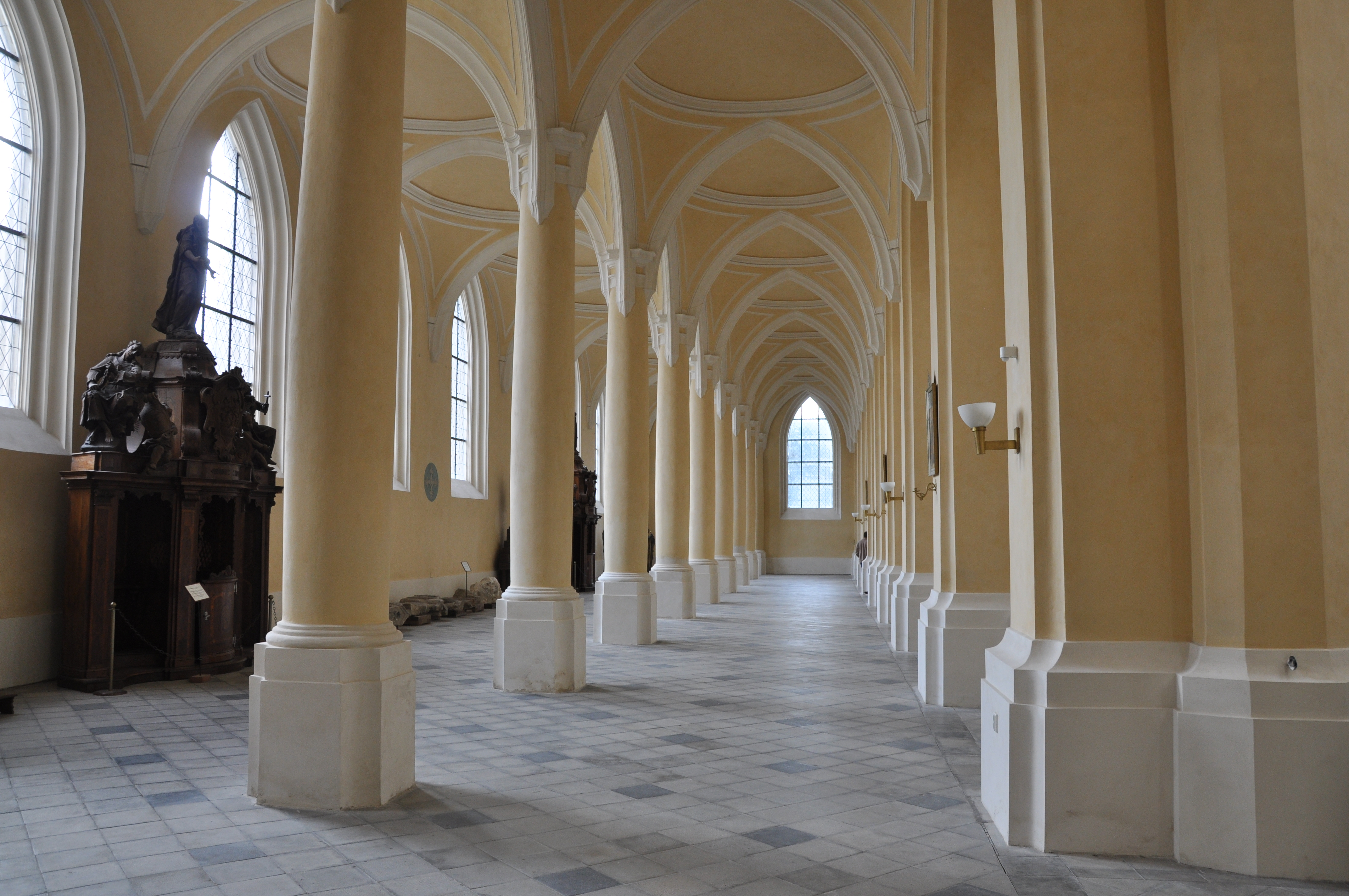
Dvojice bočních lodí pětilodní baziliky, cisterciácký chrám v Sedlci

Boční chrámová loď je součást vícelodních kostelů, určená pro účastníky bohoslužeb. Od hlavní lodi jsou boční lodě zpravidla odděleny řadou sloupů či pilířů, tvořících arkádu.
Pokud je hlavní loď vyšší než boční lodě a v horní části stěny (nad arkádami) jsou prolomena okna, nazýváme kostel bazilikou a mluvíme o tzv. bazilikálním uspořádání. (poznámka: termín bazilika má odlišný význam v architektuře a v kanonickém právu). Pokud jsou všechny lodě stejně vysoké, mluvíme o síňovém uspořádání. Má li kostel dvě stejně vysoké a široké lodě (časté u gotických kostelů v jižních Čechách), nazýváme jej dvojlodím a termín „boční loď“ nepoužíváme. Pokud však má kostel sice pouze dvě lodě, ale jedna z nich je vyšší či širší (časté u menších středověkých klášterních kostelů, kdy prostor jedné z bočních lodí zaujala křížová chodba kláštera, například v bývalém klášteře v Pšovce), pak je použití termínu „boční loď“ zcela namístě. U velkých středověkých klášterních kostelů je ale vcelku častá i varianta, kdy má kostel na jedné straně dvě boční lodě a na druhé pouze jednu, protože prostor druhé boční lodě zaujala křížová chodba. U velkých katedrálních chrámů také často přiléhají k bočním lodím ještě jednotlivé kaple. Tak je tomu i v katedrále svatého Víta v Praze.